# Áltudomány
Áltudományoknak (pszeudotudományoknak) az olyan elgondolásokat, eszmerendszereket, elméleteket nevezzük, amelyeket (mai) művelőik tudományként határoznak meg, de a tudomány fogalmának nem felelnek meg (leggyakoribb hibájuk az empirikus igazolás hiánya; lásd: tudományos módszer).
A tudomány igazságtartalmára nézve tesztelhető (tehát potenciálisan igazolható vagy cáfolható) ismeretek gondolati rendszere. Ha valami tesztelhetetlen, ellenőrizhetetlen ismeretekből áll, vagy nem alkot gondolati rendszert, akkor az nem tudomány. A „nem tudomány” jelzőként alkalmazva nem foglal magában értékítéletet. Attól, hogy valami nem tudomány, más szempontokból még lehet értékes, hiszen gondolati rendszereket képezhetnek vallások, mitológiák, népmesék, regények és más művészeti alkotások is. Hasznosak lehetnek viszont olyan igazolt ismeretekből álló „tárházak” is, amelyek nem alkotnak gondolati rendszert, például telefonkönyv.
Az áltudományokkal kapcsolatos jelentős probléma a tudomány és a nem-tudomány megkülönböztetésének kérdése. Ez sok tudományos, filozófiai és politikai vita tárgya volt és valószínűleg lesz is, de néhány terület áltudományos voltában nagy az egyetértés, például: kreacionizmus, asztrológia, homeopátia, ufológia, paleoasztronautika, holokauszttagadás, az éghajlatváltozás tagadása.
A nem-tudomány akkor válik áltudománnyá, ha magát tudományként tünteti fel. Éppen ezért az áltudomány minősítést egyértelműen pejoratív értelemben használják, amit az így minősített elméletek követői általában visszautasítanak.
Nem tartoznak az áltudomány fogalomkörébe a kultúra azon területei, amelyek nem tartoznak a szűkebb értelemben felfogott tudományfogalom, a természettudományok körébe, elnevezésükben mégis tudományosságra való utalás fedezhető fel, amennyiben művelőik elfogadják a tudományos módszertant és megfelelő szakképzettség birtokában vannak. Ilyenek tipikusan a vallásos és nem vallásos világnézetek bölcseletei (mitológiák, teológia, filozófiai irányzatok stb.), illetve egyes, önmagukban tudományt nem alkotó segédtudományok és hobbi szakterületek, mint a numizmatika, filatélia, zoológiai nomenklatúra és mások. Utóbbiak, bár a tudomány fogalmának nem felelnek meg, gyakran hasznos segítséget nyújtanak a valódi tudományos kutatások számára. A numizmatika például a történettudomány egyik fontos segédtudománya.
Fenti okok miatt gyakran nehéz egy gondolati rendszerről egyértelműen eldönteni, hogy áltudomány-e vagy sem. Ha nyilvánvaló, hogy nem törekszik állításainak igazolására, hanem például kinyilatkoztatásokból, jelentős személyiségek állításaiból, hallomásból származó történetekből, vagy légből kapott módon vezet le újabb megállapításokat, akkor egyértelmű, hogy nem tudományról van szó.
Az áltudományosság kérdésének eldöntését nehezítik az egykor tudományosnak és nyitott kérdésnek számító, de ma már általánosan elvetett, vagyis tudományosan megalapozatlannak tartott, ugyanakkor követőkkel rendelkező elméletek (például a sumer–magyar nyelvelméletek vagy az örökmozgókészítés). Ilyen esetben egy ma már tudománytalannak minősülő gondolati rendszer művelői valóban értékes múltbeli gyökerekre, valódi tudományos előzményekre hivatkoznak, sőt sok esetben neves és ma is elismert tudománytörténeti személyiségek tekintélyére.
A „tudomány” szónak számos értelmét használjuk: ezeknek egyike a modern tudományos megközelítés, a tudományos módszertan. Minden elismert tudományág kialakítja magának azt a módszertant, amit tudományos eredmények eléréséhez elfogadhatónak tart.
Tudománynak nevezünk olyan, adott témakörben összegyűjtött tudásmennyiséget is, ami rendszert alkot, de nem feltétlenül felel meg a modern tudományos elveknek. Ha egy terület művelői nem állítják, hogy rendszerük felépítése, a tudásuk alkalmazása és működése megfelel a modern tudományos elveknek, akkor ezek „áltudományként” definiálása a saját önmeghatározásukkal sem ütközik.
Az áltudományok hívei gyakran a megerősítési torzítás áldozatai.
| „                                             | Még korunk szélhámosainak is tudósnak kell magukat színlelni, mert különben senki sem hinne nekik. | ” |
| – Carl Friedrich von Weizsäcker[pontosabban?] | |   |

## Jellemzői
Áltudományok különösen gyakran fordulnak elő jóslás, alternatív gyógyászat, életmód, táplálkozás, energetika, űrkutatás, nemzeti őstörténetek, politika és vallások területén. Ettől még egyáltalán nem tekinthető automatikusan áltudománynak minden ezekkel foglalkozó rendszer.
Adott terület áltudomány(os)nak bélyegzése alkalmas lehet a benne foglaltatott állítások, illetve az azt képviselők lejáratására, viszont az ezzel meggondolatlanul dobálózókra is vethet rossz fényt. Az ilyen jellegű címkézés azért is különleges körültekintést igényel, mivel a tudomány nem abszolút („a tudomány mai állása szerint...”), és idővel akár be is bizonyosodhat, hogy a szóban forgó rendszer állításai igazak. Ez azonban csak akkor fordulhat elő, ha az adott terület egyébként tudományos módszertanon alapul, így már eleve nem lehetett volna áltudománynak nevezni.
Az áltudományosság nem feltétlen jelenti, hogy az ellentmond a tudományos konszenzusnak – amennyiben ez kutatási eredményen, módszeres bizonyításon, megfigyelésen, kísérleten, a tényeknek ellent nem mondó modellen alapul. A legtöbb áltudomány jellemzője, hogy egy adott terület ismeretanyagát a tényekből nem következő rendszerrel kapcsolja össze, és ezeket a vélelmezett összefüggéseket tekinti a későbbiekben premisszának, illetve paradigmának. A kutatás nem azért folyik, hogy a paradigma érvényességét alátámasszák, hanem hogy a paradigma érvényességéből kiindulva magyarázzák a komplex modellt. Az adatok általában szűrtek, vagyis csak azokat veszik figyelembe, amivel pozitívat lehet állítani a paradigmáról, és megfigyelhető az adathamisítás, amivel újabb bizonyítékokat állítanak elő, illetve a meglévőket manipulálják. Az áltudomány fontos jellemzője, hogy bár magát nem tartja tudománynak, mégis tudományosnak álcázott érveléssel valódi tudományágakat támad, és próbálja cáfolni őket, ez pedig eleve feloldhatatlan ellentmondás. Az áltudományok módszertanában a legtöbb érvelési hiba megtalálható, melyek közül a legfontosabbak:
- bizonyítási kényszer hárítása – bizonyítsa be a vitapartner, hogy az áltudomány állítása nem igaz;
- szalmabábérvelés és árnyékboksz – olyan állításokat tulajdonít más tudományoknak, amiket azok nem állítottak, majd ezeket cáfolja logikusnak tűnő érveléssel;
- ignorálás – az adott tudományterület összes bizonyításának elhallgatása (nem ismerése) / már bizonyított vagy kellően alátámasztott állítások kétségbe vonása.

## Áltudományosság gyanújára okot adó tényezők
Az áltudományosság nem valamely témakör sajátossága, hiszen szinte minden kérdést lehet tudományosan és áltudományosan is tanulmányozni. Egyes témakörök azonban jobban vonzzák a kalandorokat, gyakrabban nyújtanak tápot áltudományok megjelenéséhez.
Áltudományok megjelenésére az alábbi esetekben kell gyanakodnunk („kockázatnövelő tényezők”):
1. ha egy kérdéskör adott módszerekkel való tanulmányozása nem igényel komolyabb előképzettséget,
2. ha egy kérdéskör tanulmányozásához nincs szükség más tudományágak eredményeire,
3. ha egy kérdéskör tanulmányozása kapcsán levont megállapításokat nem törekszenek a többi tudomány által is elismert eljárásokkal, körültekintően ellenőrizni, tesztelni,
4. ha egy kérdéskör „kutatása” rövidtávú üzleti előnyökkel jár,
5. ha egy kérdéskör „kutatása” rövidtávú politikai erőforrás lehet, széleskörű népszerűséget eredményezhet, esetleg megszólíthat egy társadalmi csoportot
6. ha egy kérdéskör tanulmányozója magát és szakterületét a kereskedelemben és szolgáltatásokban megszokott módon reklámozza,
7. ha egy kérdéskör tanulmányozója azt állítja, hogy „szakterülete” miatt más tudományok művelői „üldözik” vagy rosszhiszeműleg elnyomják,
8. ha egy kérdéskör tanulmányozói anyagi támogatás vagy egyéb haszonszerzési lehetőség reményében nyilvánosságra addig nem hozott eredményeik azonnali alkalmazhatóságát hirdetik, gyors és forradalmi tudományos áttörést ígérnek, esetleg másfajta azonnali „világmegváltásról” beszélnek,
9. ha egy módszer eredményességét, hatékonyságát alátámasztandó egyedi eseményeket sorakoztatnak fel, a tudományos háttér érdemi feltárása helyett,
10. ha egy szakterület nem törekszik arra, hogy más tudományok eredményeivel, fejlődésével, fogalmi rendszerével kapcsolatot találjon,
11. ha egy szakterület elindítását vagy felvirágzását új vizsgálati módszerek, új felfedezések helyett ideológiák, gazdasági vagy politikai érdekek inspirálják.

A következő esetekben meg kell fontolnunk, hogy nem feltétlenül áltudományról van szó („kockázatcsökkentő tényezők”):
1. ha a „szakterület” művelői ugyan alapjaiban kérdőjeleznek meg addig elismert paradigmákat, módszereket, de ezt a tudomány széles körben elfogadott szabályainak megfelelő módon fejtik ki és megbízható tudományos folyóiratban publikálják. A történelem és korunk számos példája mutatja, hogy e folyamat néha az elismertségbe, néha a teljes elszigeteltségbe torkollik (úgy a szerzők, mint nézeteik, elméleteik szempontjából),
2. ha a „szakterület” reprezentáns képviselői tudományos képzettséggel és elismert szakmai múlttal (referált publikációs tevékenységgel) rendelkeztek még a megkérdőjelezett tevékenységük megkezdése előtt,
3. ha a kérdéses „szakterület” más szaktudományban felfedezett új módszerek alkalmazása révén megy át forradalmi változáson, amely esetleg éppen ezért áll nemzetközi tudományos viták kereszttüzében (tudományos forradalom).

## Az ősmagyarsággal kapcsolatos elméletek
Tekintélyes kutatók szerint az ősmagyarsággal kapcsolatos népszerű elméletek nagy része nem támaszkodik tudományos tényekre, forrásokra, hanem a jószándékú kutatók és amatőrök által megalkotott képzeletbeli világ.
Pócs Éva Széchenyi-díjas néprajzkutató szerint a honfoglalás kori sámánizmus képe nagy egészében néprajzkutatók, régészek és amatőrök, áltudósok összjátékával létrejött, prekoncepciókon alapuló konstrukció.

„A samanizmus mind az uráli, mind az altáji népek életében fontos szerepet töltött be, ezért a magyarság nyelvi és történeti múltjának fokozatos felderítése magával hozta, hogy a magyarok pogány vallásában is keressék nyomait. Ezek a törekvések a romantika európai eszmevilágába kapcsolódtak, a nemzeti identitáskeresés jegyében, így a kutatás bizonyos szimbolikus, az identitástudatot is szolgáló ideológiai töltetet is kapott: az a törekvés élt implicite a kutatás hátterében, hogy a magyarok vallása rendelkezzék valamilyen sajátos, az európaitól megkülönböztető keleti vonással.” ”

–  Pócs Éva: A honfoglaló magyarok világfája a kutatói illúziók fényében

## Néhány áltudomány
- agykontroll
- alkímia – aranycsinálás, bölcsek köve, életelixír stb.; a kémia tudományának előfutára
- ákása (óindiai kozmológia)
- asztrológia, azaz csillagjóslás
- alternatív nyelv-összehasonlítás
- biomágnesesség
- ezoterika
- értelmes tervezés
- eugenika
- fengsuj
- fiziognómia
- frenológia
- grafológia – nem keverendő össze az igazságügyi íráselemzés tudományával
- emberi hibernáció – folyékony nitrogénben lefagyasztott emberi testet még nem élesztettek fel, mivel a sejtek károsodnak
- hidegfúzió
- homeopátia – „legjobb esetben placeboterápiának, legrosszabb esetben sarlatánságnak” tartják
- kriptozoológia
- kronobiológia
- alkalmazott kineziológia
- kitalált középkor
- kozmogenetika
- Liszenko munkásságának túlnyomó része
- okkultizmus
- örökmozgó előállítására irányuló erőfeszítések; ellentmond a termodinamika első és második főtételének
- parapszichológia
- piramisokkal foglalkozó számos népszerű, de tudománytalan elmélet
- pszeudoarcheológia(wd) – áltudományos régészet (pl. Erich von Däniken, Michael Cremo)
- neuro-lingvisztikus programozás
- spiritizmus, szellemidézés
- radiesztézia
- sumer–magyar nyelvelméletek
- számmisztika (numerológia), népszerű volt a korai matematikusok között (lásd Püthagorasz), de többé már nem tekintik a matematika részének és a modern tudósok pszeudomatematikaként kezelik
- szcientológia
- telekinézis és telepátia magyarázatai
- ThetaHealing
- kreacionizmus
- ufológia

### Magyar nyelven (online)
- Tudomány vagy áltudomány?
- Természet Világa Archiválva 2013. január 22-i dátummal a Wayback Machine-ben
- Babona – áltudomány – tudomány
- Miért veszélyes az áltudomány?
- Mit tegyen a Tényeket Tisztelők Társasága a jövőben? Archiválva 2014. november 27-i dátummal a Wayback Machine-ben
- Áltudomány (szkeptikus.hu)
- Szabadgondolkodó
- Budapesti Szkeptikus Konferenciák (videó archívum)
- Az áltudósok tíz tipikus hibája (Orosz László)

### Angol nyelven (online)
- What is pseudoscience?
- Science, Pseudoscience and Irracionalism
- Committee for the Scientific Investigation of Claims of the Paranormal Archiválva 2014. március 16-i dátummal a Wayback Machine-ben
- James Randi Educational Foundation
- The Sceptic's Dictionary
- The Skeptics Society and Skeptic Magazine

### Magyar nyelvű irodalom
- Beck Mihály: Tudomány – áltudomány, Budapest, Akadémiai Kiadó, 1977, ISBN 9630512572
- Marx W. Wartofsky: A tudományos gondolkodás fogalmi alapjai. Budapest, Gondolat Kiadó, 1977
- Gustav Jahoda: A babona lélektana, Budapest, Közgazdasági és Jogi Kiadó, 1975
- Farkas Henrik: Fantasztikus természetrajz, Budapest, Kossuth Könyvkiadó, 1983 ISBN 9630921405
- Gaál István: Természettudományi koholmányok és balítéletek, Budapest, Terra-Maecenas, 1987 ISBN 9632052013
- Nyikoláj Petrovics Dubinyin: A genetika regénye. Budapest, Kossuth Könyvkiadó, 1981 ISBN 9630918161
- Szemadám György: Apokrif lények enciklopédiája, Debrecen, Csokonai Kiadó, 1997 ISBN 963-260-104-1
- Karl Kruszelnicki: Legendás tévhitek, ford. Loósz Vera; Partvonal, Budapest, 2006
- Marinov Iván–Dezső András–Pál Attila: Legendavadászat. Szóbeszédek, tévhitek, átverések nyomában, HVG Könyvek, Budapest, 2006
- Kutrovátz Gábor–Láng Benedek–Zemplén Gábor: A tudomány határai, 2. bőv. kiad.; Typotex, Budapest, 2009 (Tudomány & ...)
- Carl Sagan: Korok és démonok, 2. jav. kiad.; Typotex, Budapest, 2010 (Szkeptikus könyvek sorozat)
- A tudomány határai, szerk. Cseke Péter; Korunk–Komp-Press, Kolozsvár, 2011
- Vágó István: Vigyázat, csalók! Áltudósok, álgyógyítók és más szemfényvesztők, Libri, Budapest, 2011
- Boldogkői Zsolt: Hiénák a betegágy körül, Akadémiai, Budapest, 2016
- Gyimesi Júlia: A szellemektől a tudattalanig. Tudomány, áltudomány, pszichoanalízis, L'Harmattan, Budapest, 2019
- Mario Livio: Galilei és a tudománytagadók, ford. Pataki János, Megyeri Andrea, jegyz. Pataki János; Európa, Budapest, 2021
- Sarlatánok kora – Miért dőlünk be az áltudományoknak?, vál., szerk. Krekó Péter és Falyuna Nóra; Athenaeum, Budapest, 2022